# Golden State Warriors 2016-2017
La stagione 2016-2017 dei Golden State Warriors è stata la 71ª stagione della franchigia nella NBA.

## Draft
| Giro | Scelta | Giocatore    | Ruolo | Nazionalità | Università/Squadra |
| ---- | ------ | ------------ | ----- | ----------- | ------------------ |
| 1    | 30     | Damian Jones | C     | Stati Uniti | Vanderbilt         |

## Roster
| \| Pos. \| Num. \| Naz. \| Nome \| Altezza \| Peso \| Data nascita \| Provenienza \| \| ---- \| ---- \| ---------------------- \| --------------------- \| ------- \| ------ \| ------------ \| ----------------- \| \| AP \| 22 \| Stati Uniti (bandiera) \| Barnes, Matt \| 201 cm \| 103 kg \| 09-03-1980 \| UCLA \| \| G \| 21 \| Stati Uniti (bandiera) \| Clark, Ian \| 191 cm \| 79 kg \| 07-03-1991 \| Belmont \| \| AG \| 20 \| Stati Uniti (bandiera) \| McAdoo, James Michael \| 206 cm \| 109 kg \| 04-01-1993 \| North Carolina \| \| P \| 30 \| Stati Uniti (bandiera) \| Curry, Stephen (C) \| 191 cm \| 86 kg \| 14-03-1988 \| Davidson \| \| AP \| 35 \| Stati Uniti (bandiera) \| Durant, Kevin (C) \| 206 cm \| 100 kg \| 29-09-1988 \| Texas \| \| AG \| 23 \| Stati Uniti (bandiera) \| Green, Draymond (C) \| 201 cm \| 104 kg \| 04-03-1990 \| Michigan State \| \| G/AP \| 9 \| Stati Uniti (bandiera) \| Iguodala, Andre (C) \| 198 cm \| 97 kg \| 28-01-1984 \| Arizona \| \| C \| 15 \| Stati Uniti (bandiera) \| Jones, Damian \| 213 cm \| 111 kg \| 30-06-1995 \| Vanderbilt \| \| P/G \| 34 \| Stati Uniti (bandiera) \| Livingston, Shaun \| 201 cm \| 87 kg \| 11-09-1985 \| Peoria Central HS \| \| AG/C \| 5 \| Stati Uniti (bandiera) \| Looney, Kevon \| 206 cm \| 100 kg \| 06-02-1996 \| UCLA \| \| G/AP \| 0 \| Stati Uniti (bandiera) \| McCaw, Patrick \| 198 cm \| 82 kg \| 25-10-1995 \| UNLV \| \| C \| 1 \| Stati Uniti (bandiera) \| McGee, JaVale \| 213 cm \| 122 kg \| 19-01-1988 \| Nevada \| \| C \| 27 \| Georgia (bandiera) \| Pachulia, Zaza \| 211 cm \| 125 kg \| 10-02-1984 \| Georgia \| \| G \| 11 \| Stati Uniti (bandiera) \| Thompson, Klay (C) \| 201 cm \| 98 kg \| 08-02-1990 \| Washington State \| \| AG \| 3 \| Stati Uniti (bandiera) \| West, David \| 206 cm \| 113 kg \| 29-08-1980 \| Xavier \| | Allenatore - Steve Kerr Assistente/i - Ron Adams - Jarron Collins - Mike Brown - Chris DeMarco - Bruce Fraser - Willie Green Legenda - (C) Capitano - (FA) Free agent - (S) Sospeso - (GL) Assegnato a squadra D League affiliata - (TW) Contratto Two-way - Infortunato Roster • Transazioni · Ultima transazione: 31 maggio 2017 |                        |                       |         |        |              |                   |
| Pos. | Num. | Naz.                   | Nome                  | Altezza | Peso   | Data nascita | Provenienza       |
| AP | 22 | Stati Uniti (bandiera) | Barnes, Matt          | 201 cm  | 103 kg | 09-03-1980   | UCLA              |
| G | 21 | Stati Uniti (bandiera) | Clark, Ian            | 191 cm  | 79 kg  | 07-03-1991   | Belmont           |
| AG | 20 | Stati Uniti (bandiera) | McAdoo, James Michael | 206 cm  | 109 kg | 04-01-1993   | North Carolina    |
| P | 30 | Stati Uniti (bandiera) | Curry, Stephen (C)    | 191 cm  | 86 kg  | 14-03-1988   | Davidson          |
| AP | 35 | Stati Uniti (bandiera) | Durant, Kevin (C)     | 206 cm  | 100 kg | 29-09-1988   | Texas             |
| AG | 23 | Stati Uniti (bandiera) | Green, Draymond (C)   | 201 cm  | 104 kg | 04-03-1990   | Michigan State    |
| G/AP | 9 | Stati Uniti (bandiera) | Iguodala, Andre (C)   | 198 cm  | 97 kg  | 28-01-1984   | Arizona           |
| C | 15 | Stati Uniti (bandiera) | Jones, Damian         | 213 cm  | 111 kg | 30-06-1995   | Vanderbilt        |
| P/G | 34 | Stati Uniti (bandiera) | Livingston, Shaun     | 201 cm  | 87 kg  | 11-09-1985   | Peoria Central HS |
| AG/C | 5 | Stati Uniti (bandiera) | Looney, Kevon         | 206 cm  | 100 kg | 06-02-1996   | UCLA              |
| G/AP | 0 | Stati Uniti (bandiera) | McCaw, Patrick        | 198 cm  | 82 kg  | 25-10-1995   | UNLV              |
| C | 1 | Stati Uniti (bandiera) | McGee, JaVale         | 213 cm  | 122 kg | 19-01-1988   | Nevada            |
| C | 27 | Georgia (bandiera)     | Pachulia, Zaza        | 211 cm  | 125 kg | 10-02-1984   | Georgia           |
| G | 11 | Stati Uniti (bandiera) | Thompson, Klay (C)    | 201 cm  | 98 kg  | 08-02-1990   | Washington State  |
| AG | 3 | Stati Uniti (bandiera) | West, David           | 206 cm  | 113 kg | 29-08-1980   | Xavier            |

## Classifiche

### Pacific Division
| Pacific Division        | Pacific Division | Pacific Division | Pacific Division | Pacific Division | Pacific Division | Pacific Division | Pacific Division | Pacific Division |
| Squadra                 | V                | S                | V%               | PR               | Casa             | Trasf            | Div              | PG               |
| ----------------------- | ---------------- | ---------------- | ---------------- | ---------------- | ---------------- | ---------------- | ---------------- | ---------------- |
| z – Golden St. Warriors | 67               | 15               | .817             | 0,0              | 36–5             | 31–10            | 14–2             | 82               |
| x – L.A. Clippers       | 51               | 31               | .622             | 16,0             | 29–12            | 22–19            | 10–6             | 82               |
| Sacramento Kings        | 26               | 56               | .317             | 41,0             | 17–24            | 9–32             | 6–10             | 82               |
| L.A. Lakers             | 26               | 56               | .317             | 41,0             | 17–24            | 9–32             | 6–10             | 82               |
| Phoenix Suns            | 24               | 58               | .293             | 43,0             | 15–26            | 9–32             | 3–13             | 82               |

### Western Conference
| Western Conference | Western Conference        | Western Conference | Western Conference | Western Conference | Western Conference | Western Conference |
| #                  | Squadra                   | V                  | S                  | V%                 | PR                 | PG                 |
| ------------------ | ------------------------- | ------------------ | ------------------ | ------------------ | ------------------ | ------------------ |
| 1                  | z – Golden St. Warriors * | 67                 | 15                 | .817               | –                  | 82                 |
| 2                  | y – San Antonio Spurs *   | 61                 | 21                 | .744               | 6,0                | 82                 |
| 3                  | x – Houston Rockets       | 55                 | 27                 | .671               | 12,0               | 82                 |
| 4                  | x – L.A. Clippers         | 51                 | 31                 | .622               | 16,0               | 82                 |
| 5                  | y – Utah Jazz *           | 51                 | 31                 | .622               | 16,0               | 82                 |
| 6                  | x – Oklahoma Thunder      | 47                 | 35                 | .573               | 20,0               | 82                 |
| 7                  | x – Memphis Grizzlies     | 43                 | 39                 | .524               | 24,0               | 82                 |
| 8                  | x – Portland T. Blazers   | 41                 | 41                 | .500               | 26,0               | 82                 |
|                    |                           |                    |                    |                    |                    |                    |
| 9                  | Denver Nuggets            | 40                 | 42                 | .488               | 27,0               | 82                 |
| 10                 | N. Orleans Pelicans       | 34                 | 48                 | .415               | 33,0               | 82                 |
| 11                 | Dallas Mavericks          | 33                 | 49                 | .402               | 34,0               | 82                 |
| 12                 | Sacramento Kings          | 26                 | 56                 | .317               | 41,0               | 82                 |
| 13                 | Minnesota T'wolves        | 31                 | 51                 | .378               | 36,0               | 82                 |
| 14                 | L.A. Lakers               | 26                 | 56                 | .317               | 41,0               | 82                 |
| 15                 | Phoenix Suns              | 24                 | 58                 | .293               | 43,0               | 82                 |

## Calendario e risultati

### Playoff

#### Primo turno

##### Golden State Warriors vs. Portland Trail Blazers
| Playoff 2017                                 | Playoff 2017                                 | Playoff 2017                                 | Playoff 2017                                 | Playoff 2017                                 | Playoff 2017                                 | Playoff 2017                                 | Playoff 2017                                 | Playoff 2017                                 |
| Primo turno: 4–0 (Casa: 2–0; Trasferta: 2–0) | Primo turno: 4–0 (Casa: 2–0; Trasferta: 2–0) | Primo turno: 4–0 (Casa: 2–0; Trasferta: 2–0) | Primo turno: 4–0 (Casa: 2–0; Trasferta: 2–0) | Primo turno: 4–0 (Casa: 2–0; Trasferta: 2–0) | Primo turno: 4–0 (Casa: 2–0; Trasferta: 2–0) | Primo turno: 4–0 (Casa: 2–0; Trasferta: 2–0) | Primo turno: 4–0 (Casa: 2–0; Trasferta: 2–0) | Primo turno: 4–0 (Casa: 2–0; Trasferta: 2–0) |
| Partita                                      | Data                                         | Avversario                                   | Punteggio                                    | Più punti                                    | Più rimbalzi                                 | Più assist                                   | Spettatori                                   | Serie                                        |
| -------------------------------------------- | -------------------------------------------- | -------------------------------------------- | -------------------------------------------- | -------------------------------------------- | -------------------------------------------- | -------------------------------------------- | -------------------------------------------- | -------------------------------------------- |
| 1                                            | 16 aprile                                    | Portland T. Blazers                          | V 121–109                                    | Kevin Durant (32)                            | Draymond Green (12)                          | Draymond Green (9)                           | Oracle Arena 19.596                          | 1–0                                          |
| 2                                            | 19 aprile                                    | Portland T. Blazers                          | V 110–81                                     | Stephen Curry (19)                           | Draymond Green (12)                          | Draymond Green (10)                          | Oracle Arena 19.596                          | 2–0                                          |
| 3                                            | 22 aprile                                    | @ Portland T. Blazers                        | V 119–113                                    | Stephen Curry (34)                           | Draymond Green (8)                           | Stephen Curry (8)                            | Moda Center 20.177                           | 3–0                                          |
| 4                                            | 24 aprile                                    | @ Portland T. Blazers                        | V 128–103                                    | Stephen Curry (37)                           | Curry, Pachulia (7)                          | Stephen Curry (8)                            | Moda Center 19.902                           | 4–0                                          |

#### Semifinale di Conference

##### Golden State Warriors vs. Utah Jazz
| Playoff 2017                                              | Playoff 2017                                              | Playoff 2017                                              | Playoff 2017                                              | Playoff 2017                                              | Playoff 2017                                              | Playoff 2017                                              | Playoff 2017                                              | Playoff 2017                                              |
| Semifinale di Conference: 4–0 (Casa: 2–0; Trasferta: 2–0) | Semifinale di Conference: 4–0 (Casa: 2–0; Trasferta: 2–0) | Semifinale di Conference: 4–0 (Casa: 2–0; Trasferta: 2–0) | Semifinale di Conference: 4–0 (Casa: 2–0; Trasferta: 2–0) | Semifinale di Conference: 4–0 (Casa: 2–0; Trasferta: 2–0) | Semifinale di Conference: 4–0 (Casa: 2–0; Trasferta: 2–0) | Semifinale di Conference: 4–0 (Casa: 2–0; Trasferta: 2–0) | Semifinale di Conference: 4–0 (Casa: 2–0; Trasferta: 2–0) | Semifinale di Conference: 4–0 (Casa: 2–0; Trasferta: 2–0) |
| Partita                                                   | Data                                                      | Avversario                                                | Punteggio                                                 | Più punti                                                 | Più rimbalzi                                              | Più assist                                                | Spettatori                                                | Serie                                                     |
| --------------------------------------------------------- | --------------------------------------------------------- | --------------------------------------------------------- | --------------------------------------------------------- | --------------------------------------------------------- | --------------------------------------------------------- | --------------------------------------------------------- | --------------------------------------------------------- | --------------------------------------------------------- |
| 1                                                         | 2 maggio                                                  | Utah Jazz                                                 | V 106–94                                                  | Stephen Curry (22)                                        | Draymond Green (8)                                        | David West (7)                                            | Oracle Arena 19.596                                       | 1–0                                                       |
| 2                                                         | 4 maggio                                                  | Utah Jazz                                                 | V 115–104                                                 | Kevin Durant (25)                                         | Kevin Durant (11)                                         | Kevin Durant (7)                                          | Oracle Arena 19.596                                       | 2–0                                                       |
| 3                                                         | 6 maggio                                                  | @ Utah Jazz                                               | V 102–91                                                  | Kevin Durant (38)                                         | Kevin Durant (13)                                         | Draymond Green (5)                                        | Vivint Smart Home Arena 19.911                            | 3–0                                                       |
| 4                                                         | 8 maggio                                                  | @ Utah Jazz                                               | V 121–95                                                  | Stephen Curry (30)                                        | Draymond Green (10)                                       | Draymond Green (11)                                       | Vivint Smart Home Arena 19.911                            | 4–0                                                       |

#### Finale di Conference

##### Golden State Warriors vs. San Antonio Spurs
| Playoff 2017                                          | Playoff 2017                                          | Playoff 2017                                          | Playoff 2017                                          | Playoff 2017                                          | Playoff 2017                                          | Playoff 2017                                          | Playoff 2017                                          | Playoff 2017                                          |
| Finale di Conference: 4–0 (Casa: 2–0; Trasferta: 2–0) | Finale di Conference: 4–0 (Casa: 2–0; Trasferta: 2–0) | Finale di Conference: 4–0 (Casa: 2–0; Trasferta: 2–0) | Finale di Conference: 4–0 (Casa: 2–0; Trasferta: 2–0) | Finale di Conference: 4–0 (Casa: 2–0; Trasferta: 2–0) | Finale di Conference: 4–0 (Casa: 2–0; Trasferta: 2–0) | Finale di Conference: 4–0 (Casa: 2–0; Trasferta: 2–0) | Finale di Conference: 4–0 (Casa: 2–0; Trasferta: 2–0) | Finale di Conference: 4–0 (Casa: 2–0; Trasferta: 2–0) |
| Partita                                               | Data                                                  | Avversario                                            | Punteggio                                             | Più punti                                             | Più rimbalzi                                          | Più assist                                            | Spettatori                                            | Serie                                                 |
| ----------------------------------------------------- | ----------------------------------------------------- | ----------------------------------------------------- | ----------------------------------------------------- | ----------------------------------------------------- | ----------------------------------------------------- | ----------------------------------------------------- | ----------------------------------------------------- | ----------------------------------------------------- |
| 1                                                     | 14 maggio                                             | San Antonio Spurs                                     | V 113–111                                             | Stephen Curry (40)                                    | Zaza Pachulia (9)                                     | Draymond Green (7)                                    | Oracle Arena 19.596                                   | 1–0                                                   |
| 2                                                     | 16 maggio                                             | San Antonio Spurs                                     | V 136–100                                             | Stephen Curry (29)                                    | Draymond Green (9)                                    | Stephen Curry (7)                                     | Oracle Arena 19.596                                   | 2–0                                                   |
| 3                                                     | 20 maggio                                             | @ San Antonio Spurs                                   | V 120–108                                             | Kevin Durant (33)                                     | Kevin Durant (10)                                     | Draymond Green (7)                                    | AT&T Center 18.792                                    | 3–0                                                   |
| 4                                                     | 22 maggio                                             | @ San Antonio Spurs                                   | V 129–115                                             | Stephen Curry (36)                                    | Kevin Durant (12)                                     | Draymond Green (8)                                    | AT&T Center 18.466                                    | 4–0                                                   |

#### Finale NBA

##### Golden State Warriors vs. Cleveland Cavaliers
| Playoff 2017                                | Playoff 2017                                | Playoff 2017                                | Playoff 2017                                | Playoff 2017                                | Playoff 2017                                | Playoff 2017                                | Playoff 2017                                | Playoff 2017                                |
| Finale NBA: 4–1 (Casa: 3–0; Trasferta: 1–1) | Finale NBA: 4–1 (Casa: 3–0; Trasferta: 1–1) | Finale NBA: 4–1 (Casa: 3–0; Trasferta: 1–1) | Finale NBA: 4–1 (Casa: 3–0; Trasferta: 1–1) | Finale NBA: 4–1 (Casa: 3–0; Trasferta: 1–1) | Finale NBA: 4–1 (Casa: 3–0; Trasferta: 1–1) | Finale NBA: 4–1 (Casa: 3–0; Trasferta: 1–1) | Finale NBA: 4–1 (Casa: 3–0; Trasferta: 1–1) | Finale NBA: 4–1 (Casa: 3–0; Trasferta: 1–1) |
| Partita                                     | Data                                        | Avversario                                  | Punteggio                                   | Più punti                                   | Più rimbalzi                                | Più assist                                  | Spettatori                                  | Serie                                       |
| ------------------------------------------- | ------------------------------------------- | ------------------------------------------- | ------------------------------------------- | ------------------------------------------- | ------------------------------------------- | ------------------------------------------- | ------------------------------------------- | ------------------------------------------- |
| 1                                           | 1 giugno                                    | Cleveland Cavaliers                         | V 113–91                                    | Kevin Durant (38)                           | Draymond Green (11)                         | Stephen Curry (10)                          | Oracle Arena 19.596                         | 1–0                                         |
| 2                                           | 4 giugno                                    | Cleveland Cavaliers                         | V 132–113                                   | Kevin Durant (33)                           | Kevin Durant (13)                           | Stephen Curry (11)                          | Oracle Arena 19.596                         | 2–0                                         |
| 3                                           | 7 giugno                                    | @ Cleveland Cavaliers                       | V 118–113                                   | Kevin Durant (31)                           | Stephen Curry (13)                          | Draymond Green (7)                          | Quicken Loans Arena 20.562                  | 3–0                                         |
| 4                                           | 9 giugno                                    | @ Cleveland Cavaliers                       | S 116–137                                   | Kevin Durant (35)                           | Draymond Green (14)                         | Stephen Curry (10)                          | Quicken Loans Arena 20.562                  | 3–1                                         |
| 5                                           | 12 giugno                                   | Cleveland Cavaliers                         | V 129–120                                   | Kevin Durant (39)                           | Draymond Green (12)                         | Stephen Curry (10)                          | Oracle Arena 19.596                         | 4–1                                         |

## Statistiche giocatori

### Regular season
Grassetto – Leader statistica

* – Statistiche quando giocava per Golden State
| Giocatore            | PG | PT | MP   | TC%  | 3P%  | TL%  | RP  | AP  | PRP | SP  | PP   |
| -------------------- | -- | -- | ---- | ---- | ---- | ---- | --- | --- | --- | --- | ---- |
| Stephen Curry        | 79 | 79 | 33,4 | 46,8 | 41,1 | 89,8 | 4,5 | 6,6 | 1,8 | 0,2 | 25,3 |
| Kevin Durant         | 62 | 62 | 33,4 | 53,7 | 37,5 | 87,5 | 8,3 | 4,9 | 1,1 | 1,6 | 25,1 |
| Klay Thompson        | 78 | 78 | 34,0 | 46,8 | 41,4 | 85,3 | 3,7 | 2,1 | 0,8 | 0,5 | 22,3 |
| Draymond Green       | 76 | 76 | 32,5 | 41,8 | 30,8 | 70,9 | 7,9 | 7,0 | 2,0 | 1,4 | 10,2 |
| Andre Iguodala       | 76 | 0  | 26,3 | 52,8 | 36,2 | 70,6 | 4,0 | 3,4 | 1,0 | 0,5 | 7,6  |
| Ian Clark            | 77 | 0  | 14,8 | 48,7 | 37,4 | 75,9 | 1,6 | 1,2 | 0,5 | 0,1 | 6,8  |
| Zaza Pachulia        | 70 | 70 | 18,1 | 53,4 | 0,0  | 77,8 | 5,9 | 1,9 | 0,8 | 0,5 | 6,1  |
| JaVale McGee         | 77 | 10 | 9,6  | 65,2 | 0,0  | 50,5 | 3,2 | 0,2 | 0,2 | 0,9 | 6,1  |
| Matt Barnes          | 20 | 5  | 20,5 | 42,2 | 34,6 | 87 0 | 4,6 | 2,3 | 0,6 | 0,5 | 5,7  |
| Shaun Livingston     | 76 | 3  | 17,7 | 54,7 | 33,3 | 70,0 | 2,0 | 1,8 | 0,5 | 0,3 | 5,1  |
| David West           | 68 | 0  | 12,6 | 53,6 | 37,5 | 76,8 | 3,0 | 2,2 | 0,6 | 0,7 | 4,6  |
| Patrick McCaw        | 71 | 20 | 15,1 | 43,3 | 33,3 | 78,4 | 1,4 | 1,1 | 0,5 | 0,2 | 4,0  |
| James Michael McAdoo | 52 | 2  | 8,8  | 53,0 | 25,0 | 50,0 | 1,7 | 0,3 | 0,3 | 0,6 | 2,8  |
| Kevon Looney         | 53 | 4  | 8,4  | 52,3 | 22,2 | 61,8 | 2,3 | 0,5 | 0,3 | 0,3 | 2,5  |
| Damian Jones         | 10 | 0  | 8,5  | 50,0 | 0,0  | 30,0 | 2,3 | 0,0 | 0,1 | 0,4 | 1,9  |
| Brianté Weber*       | 7  | 0  | 6,6  | 35,7 | 0,0  | 66,7 | 0,6 | 0,7 | 0,4 | 0,1 | 1,7  |
| Anderson Varejão*    | 14 | 1  | 6,6  | 35,7 | 0,0  | 72,7 | 1,9 | 0,7 | 0,2 | 0,2 | 1,3  |

### Playoffs
| Giocatore            | PG | PT | MP   | TC%  | 3P%  | TL%  | RP  | AP  | PRP | SP  | PP   |
| -------------------- | -- | -- | ---- | ---- | ---- | ---- | --- | --- | --- | --- | ---- |
| Kevin Durant         | 15 | 15 | 35,5 | 55,6 | 44,2 | 89,3 | 8,0 | 4,3 | 0,8 | 1,3 | 28,5 |
| Stephen Curry        | 17 | 17 | 35,3 | 48,4 | 41,9 | 90,4 | 6,2 | 6,7 | 2,0 | 0,2 | 28,1 |
| Klay Thompson        | 17 | 17 | 35,0 | 39,7 | 38,7 | 78,8 | 3,9 | 2,1 | 0,8 | 0,3 | 15,0 |
| Draymond Green       | 17 | 17 | 34,9 | 44,7 | 41,0 | 68,7 | 9,1 | 6,5 | 1,8 | 1,6 | 13,1 |
| Andre Iguodala       | 16 | 0  | 26,2 | 45,5 | 19,0 | 57,7 | 4,0 | 3,2 | 0,9 | 0,4 | 7,2  |
| Ian Clark            | 16 | 0  | 13,7 | 50,6 | 36,1 | 94,1 | 1,6 | 0,7 | 0,4 | 0,0 | 6,8  |
| JaVale McGee         | 16 | 1  | 9,3  | 73,2 | 0,0  | 72,2 | 3,0 | 0,3 | 0,1 | 0,9 | 5,9  |
| Shaun Livingston     | 14 | 0  | 15,7 | 57,6 | 0,0  | 71,4 | 2,1 | 1,4 | 0,4 | 0,1 | 5,2  |
| Zaza Pachulia        | 15 | 15 | 14,1 | 53,3 | 0,0  | 76,5 | 3,8 | 0,8 | 0,5 | 0,3 | 5,1  |
| David West           | 17 | 0  | 13,0 | 57,6 | 50,0 | 77,8 | 2,7 | 2,1 | 0,4 | 0,8 | 4,5  |
| Patrick McCaw        | 15 | 3  | 12,1 | 43,8 | 34,8 | 84,6 | 2,2 | 1,1 | 0,6 | 0,2 | 4,1  |
| James Michael McAdoo | 13 | 0  | 4,3  | 52,9 | 40,0 | 66,7 | 1,0 | 0,0 | 0,2 | 0,2 | 1,8  |
| Damian Jones         | 4  | 0  | 5,3  | 42,9 | 0,0  | 50,0 | 1,5 | 0,0 | 0,5 | 0,3 | 1,8  |
| Matt Barnes          | 12 | 0  | 5,1  | 26,7 | 12,5 | 0,0  | 0,8 | 0,6 | 0,2 | 0,0 | 0,8  |

## Mercato

### Free agency

#### Prolungamenti contrattuali
| Giocatore            | Contratto                |
| -------------------- | ------------------------ |
| Ian Clark            | 1 anno – 980.431 dollari |
| James Michael McAdoo | 1 anno – 980.431 dollari |
| Anderson Varejão     | 1 anno – 980.431 dollari |

#### Acquisti
| Giocatore     | Contratto                                             | Provenienza       |
| ------------- | ----------------------------------------------------- | ----------------- |
| Kevin Durant  | 2 anni – 54,3 milioni di dollari                      | Oklahoma Thunder  |
| David West    | 1 anno – 1,5 milioni di dollari                       | San Antonio Spurs |
| Zaza Pachulia | 1 anno – 2,9 milioni di dollari                       | Dallas Mavericks  |
| JaVale McGee  | 1 anno – 980.431 dollari                              | Dallas Mavericks  |
| Brianté Weber | 10 giorni – 51.449 dollari 12 giorni – 61.739 dollari | S. Falls Skyforce |
| Matt Barnes   | Contratto fino termine stagione – 383.351 dollari     | Sacramento Kings  |

#### Cessioni
| Giocatore         | Motivo     | Nuova squadra       |
| ----------------- | ---------- | ------------------- |
| Harrison Barnes   | Free agent | Dallas Mavericks    |
| Festus Ezeli      | Free agent | Portland T. Blazers |
| Brandon Rush      | Free agent | Minnesota T'wolves  |
| Marreese Speights | Free agent | L.A. Clippers       |
| Leandro Barbosa   | Free agent | Phoenix Suns        |
| Anderson Varejão  | Rilasciato |                     |

### Scambi
| 23 giugno 2016 | Milwaukee BucksCash considerations       | G.S. WarriorsDraft rights per Patrick McCaw                       |
| 7 luglio 2016  | G.S. WarriorsFutura scelta 2º giro Draft | Dallas MavericksAndrew Bogut Futura scelta protetta 2º giro Draft |

## Premi individuali
| Assegnato a                | Premio                                                    | Data premio      | Ref.   |
| -------------------------- | --------------------------------------------------------- | ---------------- | ------ |
| Kevin Durant               | Giocatore della settimana Western Conference              | 28 novembre 2016 | [ 19 ] |
| Steve Kerr                 | Allenatore del mese Western Conference (Ottobre/Novembre) | 2 dicembre 2016  | [ 20 ] |
| Stephen Curry              | Giocatore della settimana Western Conference              | 9 gennaio 2017   | [ 21 ] |
| Steve Kerr                 | Allenatore del mese Western Conference (Gennaio)          | 1 febbraio 2017  | [ 22 ] |
| Stephen Curry/Kevin Durant | Giocatori del mese Western Conference (Gennaio)           | 2 febbraio 2017  | [ 23 ] |
| Steve Kerr                 | Allenatore Western Conference All-Star game               | 23 gennaio 2017  | [ 24 ] |
| Stephen Curry              | Giocatore della settimana Western Conference              | 3 aprile 2017    | [ 25 ] |
| Kevin Durant               | Finals Most Valuable Player                               | 12 giugno 2017   | [ 26 ] |
| Draymond Green             | Defensive Player of the Year Award                        | 26 giugno 2017   | [ 27 ] |
| Bob Myers                  | Executive of the Year Award                               | 26 giugno 2017   | [ 28 ] |